# Aleksander Korwin Gosiewski
Aleksander Korwin Gosiewski herbu Ślepowron (zm. 24 maja 1639 roku) – marszałek sejmu nadzwyczajnego w Warszawie w 1613 roku, pisarz polny litewski od 1630, wojewoda smoleński od 1625, pisarz wielki litewski od 1615, referendarz wielki litewski od 1610, starosta wieliski, puński i kupiski, bielski i markowski, polski dowódca wojskowy oraz dyplomata.

## Rodzina
Pochodził ze szlacheckiej rodziny Gosiewskich z powiatu zambrowskiego w ziemi łomżyńskiej pieczętującej się herbem Ślepowron. Syn żyjącego w drugiej połowie XVI wieku Jana Gosiewskiego. Żonaty z Ewą z Paców, podkomorzanką brzeską.

## Początki kariery
Już w młodości, jako dworzanin Lwa Sapiehy, zaangażowany był w istotne dla państwa sprawy. W 1600 roku, będąc członkiem poselstwa Lwa Sapiehy, odegrał niemałą rolę w rokowaniach z Rosją, redagując akty planowanego przymierza Rzeczypospolitej z państwem moskiewskim. W 1602 roku, już jako starosta wieliski, brał udział wytyczaniu granicy między Polską a Rosją – zasłynął wtedy odparciem ataku wojsk rosyjskich na jego starostwo.

## Wojna ze Szwecją
Podczas wojny Zygmunta III Wazy ze Szwecją, służył w wojsku litewskim. W roku 1605 walczył w bitwie pod Kircholmem.

## Interwencja w Rosji
W 1606 roku, jako drugi wielki poseł obok Mikołaja Oleśnickiego, odprowadził Marynę Mniszchównę do Moskwy, gdzie prowadził pertraktacje dotyczące przymierza z Dymitrem Samozwańcem. Był gorącym zwolennikiem polskiej interwencji zbrojnej w Moskwie w okresie wielkiej smuty. W lipcu 1609 roku przeprowadził na własną rękę wyprawę na Wielkie Łuki. Następnie w trakcie oblężenia Smoleńska wsławił się podłożeniem petardy pod mury twierdzy. W 1610 roku na czele sporego oddziału przeprowadził samodzielnie operację wojskową w północnej części Smoleńszczyzny, której zwieńczeniem było zdobycie twierdzy Biała. Następnie dotarł do Moskwy, którą po bitwie pod Kłuszynem zajął Hetman Żółkiewski. W 1610 został wyznaczony przez Żółkiewskiego na dowódcę wojsk polskich na Kremlu moskiewskim. W 1611 po zdradzie rosyjskich protektorów, stojąc na czele pięciotysięcznego oddziału doprowadził do wielkiego pożaru Moskwy. W roku 1612 przekazał dowództwo nad polskim garnizonem Mikołajowi Strusiowi i wrócił na Litwę. Mieszkańcy miasta pod przywództwem kupca Kuźmy Minina i księcia Dymitra Pożarskiego rozpoczęli blokadę Kremla.
Dowódca polskiej załogi na Kremlu, Mikołaj Struś, pozbawiony odsieczy ze strony króla polskiego, Zygmunta III Wazy, skapitulował 7 listopada 1612 roku. Na pamiątkę tego wydarzenia ustanowiono w Rosji w 2004 roku święto państwowe Dzień Jedności Narodowej, które po raz pierwszy obchodzono w 2005.
W latach 1612–1618 dowodził polskim garnizonem w Smoleńsku odpierając przez wszystkie te lata liczne ataki oddziałów rosyjskich. Był marszałkiem Sejmu nadzwyczajnego odbywającego się w Warszawie w dniach 3-24 grudnia 1613. Poseł na sejm nadzwyczajny 1613 roku. 
W 1615 roku, już jako pisarz polny litewski, na czele niewielkiej armii szachował blokującą Smoleńsk armię rosyjską. W latach 1617–1618 brał udział w nieudanej wyprawie królewicza Władysława Wazy na Moskwę. W 1618 dowodził załogą podczas oblężenia Smoleńska. Po przybyciu wojsk Chodkiewicza wspólnie rozbili oblegające miasto oddziały. 11 grudnia 1618 roku podpisał rozejm w Dywilinie.

## Wojny ze Szwecją

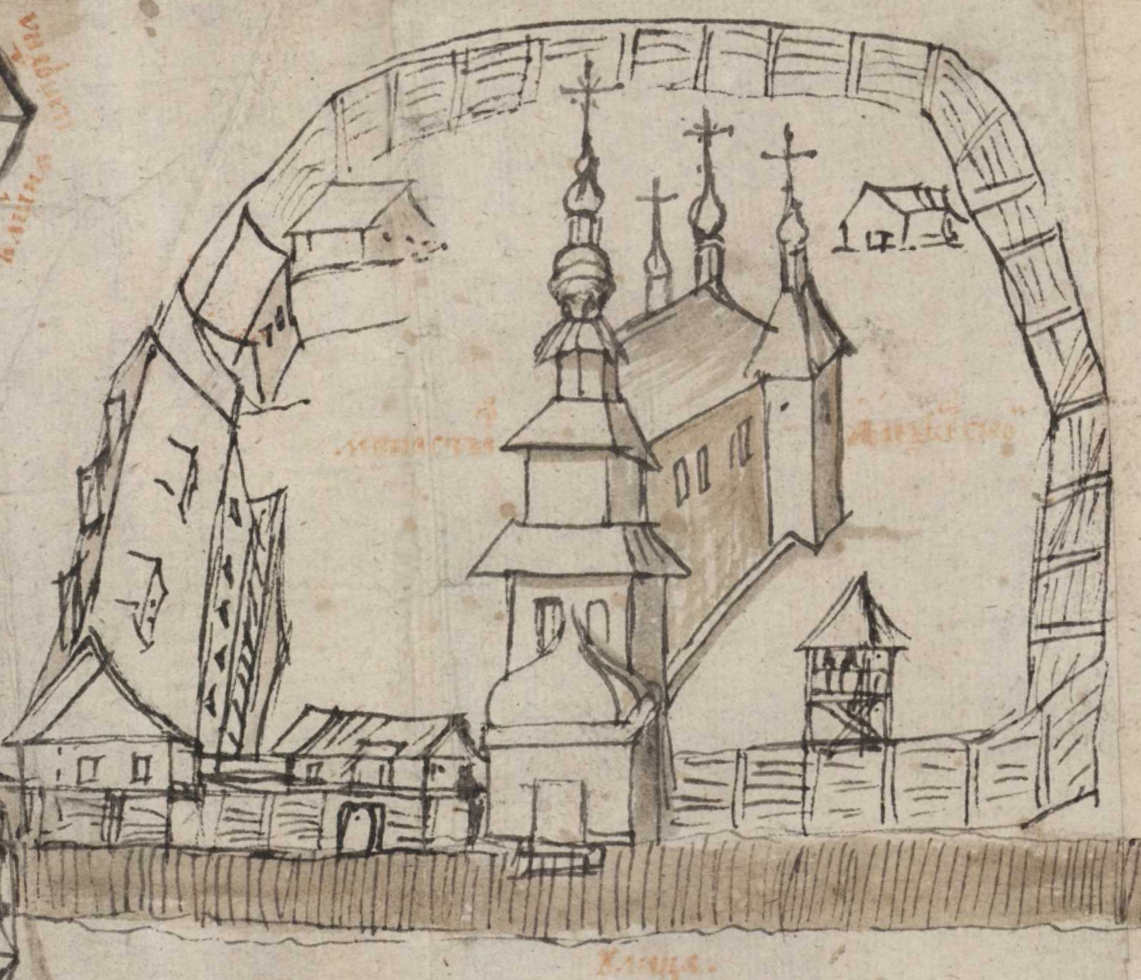
Drewniany kościół jezuitów w Witebsku w roku 1664, ufundowany przez A.K. Gosiewskiego

Podczas wojny ze Szwedami (wojna 1621-26 oraz wojna 1626-29) walczył w Inflantach (1621-28) zwyciężając wojska szwedzkie pod Kropimojzą, Liksną, Kryżborgiem i Dyneburgiem. Poseł na sejm 1625 roku z nieznanego sejmiku litewskiego. 3 grudnia 1626 roku Gosiewski poniósł porażkę ze Szwedami pod dowództwem Gustawa Horna i Jakobem De la Gardie w bitwie pod Drobbusch koło Kiesi. Właśnie z powodu walk ze Szwedami dopiero w 1629 roku objął województwo smoleńskie, choć nominację otrzymał już w 1625 roku.

## Wojna z Rosją 1632-1634
Widząc zagrożenie ze strony Rosji, Gosiewski zaraz po objęciu obowiązków wojewody smoleńskiego przystąpił do renowacji murów obronnych Smoleńska. Osobiście doglądał budowy Fortalicji Zygmuntowskiej, która wzmacniała wschodnią część twierdzy. Intensywnie gromadził zapasy żywności i amunicję oraz rozwinął działalność wywiadowczą, zbierając wiele cennych informacji o moskiewskich przygotowaniach wojennych. Wiosną 1632 roku dokonał przeglądu umocnień Dorohobuża i innych twierdz pogranicznych. W 1634 roku wyznaczony na sejmie komisarzem z Senatu do zapłaty wojsku Wielkiego Księstwa Litewskiego. Podczas wojny z Rosją w latach 1632-34 wsławił się po szczególnie przy obronie Smoleńska – przez dziesięć miesięcy bronił miasta przed oblegającymi je wojskami Michała Borysowicza Szeina, odpierając wszystkie szturmy, aż do nadejścia odsieczy Władysława IV. Walczył pod Witebskiem, Olszą i Mścisławiem. Uczestniczył jako komisarz w rokowaniach pokojowych, zwieńczonych zawarciem w dniu 14 czerwca 1634 pokoju w Polanowie.
Za swoje zasługi otrzymał liczne dobra w województwie smoleńskim.
Pochowany został w kaplicy kościoła Jezuitów pw. św. Kazimierza w Wilnie.

## Fundacje
Był fundatorem kolejnych trzech placówek jezuitów: w Smoleńsku (1611), Dyneburgu (1629) i Witebsku (1637). Witebska fundacja stanowiła wotum za zdobycie na Moskwie twierdzy Białej w 1610 r. Założył także żeński klasztor pod wezwaniem Św. Brygidy w Brześciu Litewskim. Był fundatorem kolegium jezuitów w Witebsku. 

## Upamiętnienie
Śmierć wojewody upamiętnił jego wieloletni klient – Jan Kunowski, który w 1640 r. napisał szereg utworów poetyckich poświęconych zmarłemu patronowi.